# Sobre o Céu

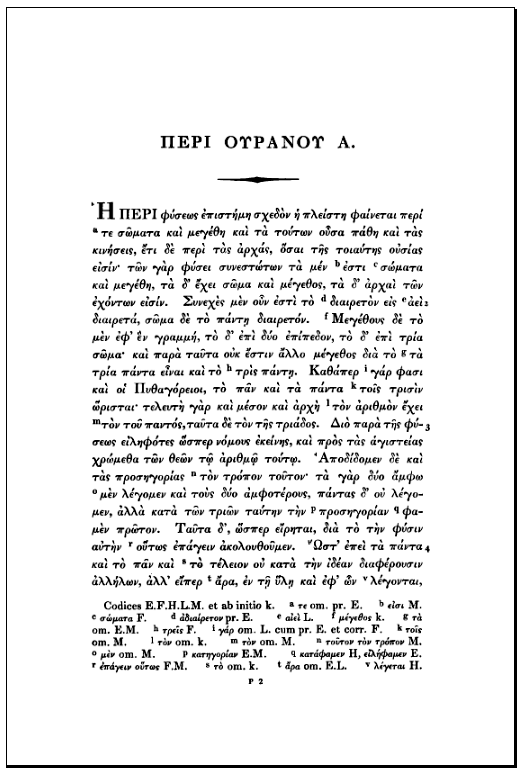
Página 1 da obra aristotélica Sobre o céu, tirada de uma edição publicada em 1837

Sobre o céu ou Do céu (em latim: De Caelo ou De Caelo et Mundo) é o principal tratado cosmológico de Aristóteles: ele contém toda a sua teoria astronômica. Não deve ser confundido com o trabalho espúrio Sobre o Universo (De mundo, também conhecido como Sobre o cosmos).
Este trabalho é significativo como um dos pilares definidores da cosmovisão aristotélica, uma escola de filosofia que dominou o pensamento intelectual por quase dois milênios. Da mesma forma, esta obra e outras de Aristóteles foram importantes obras seminais das quais muito da escolástica foi derivada.

## Conteúdo
Segundo Aristóteles, os corpos celestes são os objetos (ou substâncias) mais perfeitos que existem, cujos movimentos são regidos por princípios distintos daqueles válidos para os corpos na esfera sublunar. Estes últimos são compostos por um ou por todos os quatro elementos clássicos (terra, água, ar, fogo), que são deterioráveis, enquanto que a matéria celeste é constituída por éter inextinguível, por isso os corpos não estão sujeitos à geração e corrupção. Consequentemente, seus movimentos são eternos e perfeitos, e o movimento perfeito é o circular que, ao contrário dos movimentos terrestres, para cima e para baixo, por si só pode durar eternamente. As substâncias corpos celestes possuem matéria (éter) e forma: ao que parece, Aristóteles os considerava como seres vivos, com uma alma racional como forma (ver também Metafísica, livro XII).

## Traduções em português
- Aristóteles. Do céu. Tradução do grego e notas de Edson BINI. São Paulo: Edipro, 2014. 208p. ISBN 9788572837606